# William R. Stoeger
William R. Stoeger (Torrance, California; 5 de octubre de 1943-Tucson, Arizona; 24 de marzo de 2014) fue un astrónomo y teólogo estadounidense. Era un científico del Grupo de Investigación del Observatorio Vaticano en Tucson, que se especializa en la cosmología teórica, la astrofísica de alta energía, y los estudios interdisciplinarios relacionados con la ciencia, la filosofía y la teología. Stoeger fue ordenado sacerdote jesuita en 1972 y obtuvo su Ph.D. en Astrofísica en 1976 en la Universidad de Cambridge, donde fue alumno del Astrónomo Real, Martin Rees, y compañero de Stephen Hawking. Trabajó en el personal del Observatorio Vaticano en Tucson desde 1979 hasta su muerte en 2014.

## Obras
- Física y Cosmología: perspectivas científicas sobre el problema del mal natural, coeditado con Nancey Murphy y Robert John Russell, Libreria Editrice Vaticana, 2008, ISBN 88-209-7959-4, 400 páginas
- Evolución y Emergencia: Sistemas, organismos, personas, coeditado con Nancey Murphy, Oxford University Press, 2007, ISBN 0-19-920471-3, 360 páginas[2][3]
- Juan Pablo II sobre la Ciencia y religión: Reflexiones sobre la nueva visión desde Roma, coeditado con Robert J. Russell, George V. Coyne, y el Papa Juan Pablo II, el Vaticano Observatorio de Publicaciones, 1990, ISBN 0-268-01209-1, 122 páginas
- Física, Filosofía y Teología: una búsqueda común para la comprensión, coeditado con Robert J. Russell y G. V. Coyne, Observatorio del Vaticano, 1988, ISBN 0-268-01576-7, 419 páginas[4][5]
- Las leyes de la naturaleza, la gama de conocimiento humano y la acción divina, Biblos, 1996, ISBN 83-85380-94-9, 116 páginas
- Una investigación de medidas de placas de calcita - Crossed en Cygnus II, coautoría con Patrick J. Treanor, Specola Vaticana, 1976, 7 páginas
- Evolutionary and Molecular Biology: Scientific Perspectives on Divine Action, con Robert J. Russell y Francisco José Ayala, Vatican Observatory, 1998[6][7]
- Creation and the God of Abraham, con David B. Burrell, Carlo Cogliati y Janet M. Soskice. Cambridge University Press, 2010[8][9]
- Russell, Robert J.; Murphy, Nancey C. (2008). Scientific Perspectives on Divine Action: Twenty Years of Challenge and Progress (en inglés). Libreria Editrice Vaticana. ISBN 9788820979614.